# مادام اکس (آلبوم)
مادام اِکس (به انگلیسی: Madame X) چهاردهمین آلبوم استودیویی از خواننده و ترانه‌سرای آمریکایی مدونا است که در ۱۴ ژوئن ۲۰۱۹ منتشر شد. نخستین تک‌آهنگ این آلبوم مدژین نام دارد که در ۱۷ آوریل ۲۰۱۹ انتشار یافت.

مدونا ابتدا با انتشار یک متن مادام اِکس را معرفی کرد و گفت:
«مادام اِکس مأمور مخفی است که سراسر دنیا را می‌گردد، تغییر هویت می‌دهد و نور را به نقاط تاریک هدیه می‌دهد… مادام اِکس رقصنده است، پروفسور است، رئیس یک مملکت است، زندانی است، دانش‌آموز است، مادر است، کودک است، آموزگار است، خواهر روحانی است، خواننده است، قدیس است، روسپی است و جاسوسی در خانه عشق است»

## اجراهای زنده
در ۱ مه ۲۰۱۹، مدونا ترانه مدژین از این آلبوم را با همراهی مالوما در مراسم جوایز موسیقی بیلبورد اجرا کرد. در ۱۸ مه ۲۰۱۹، مدونا ترانه آینده را با همراهی کوآوو در بخش پایانی مسابقه آواز یوروویژن در تل‌آویو، اسرائیل اجرا کرد.